# OneRiot

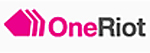
Logo

OneRiot war eine im November 2008 gegründete Echtzeit-Suchmaschine für Social-web-Inhalte (News, Videos sowie Blogs).
Anstatt wie bei einer klassischen Suchmaschine das ganze Internet zu indizieren, beschränkte sich OneRiot bei der Infosuche auf die Quellen Twitter und Digg; die jeweilige Anzahl aktuell dort gesendeter URLs bestimmte das Ranking. Man bekam so aktuell relevante Ergebnisse, neue Inhalte wurden innerhalb von 35 Sekunden erfasst. OneRiot bot eine API an.
OneRiot wurde von den Unternehmen Spark Capital, Appian Ventures und Commonwealth Capital Ventures, sowie den Einzelpersonen Brad Feld und Kimbal Musk gegründet. Das Hauptquartier befand sich in Boulder, Colorado – weitere Büros in San Francisco. In das Unternehmen wurden 20,3 Millionen US$ Gründungskapital investiert. OneRiot beschäftigte zwischenzeitlich 28 Angestellte, CEO war Kimbal Musk.
OneRiot hat inzwischen seine Funktion eingestellt, nachdem es von WalMart im September 2011 übernommen wurde.